# Амфізма смугаста
Амфізма смугаста, або «лісовий вуж смугастий» (Amphiesma stolatum) — вид змій, представник роду амфізма (Amphiesma) родини полозові (Colubridae).

## Опис
Загальна довжина коливається від 40 до 90 см. Голова невелика, тулуб дещо сплощений. Очі помірні з округлими зіницями. Голова та шия яскраво помаранчево-жовті або іржаво-жовті. Від кожного ока виходить кілька чорних смуг. Забарвлення тулуба світло-коричневого або оливково-коричневого кольору, з 2 кремовими смугами.

## Спосіб життя
Полюбляє низовини, місцини поблизу від струмків та іригаційних каналів, рисові поля. Веде денний спосіб життя, повзаючи в густій траві або гріючись на сонці. Харчується жабами, ропухами, іноді рибою.
Це яйцекладна змія. Самиця у червні-липні відкладає 5—10 яєць. У вересні з'являються молоді змієнята завдовжки 15—17 см.

## Розповсюдження
Мешкає у південному Китаї, на Тайвані, у В'єтнамі, Камбоджі, Лаосі, М'янмі, Індії, Непалі, Шрі-Ланці, Пакистані.